# La Railleuse (1916)
Pour les articles homonymes, voir La Railleuse (navire).
La Railleuse est une canonnière de lutte anti-sous-marine de la Marine française, de classe Ardent. Elle a également été classée comme dragueur de mines.

## Conception
En 1916, l’état-major de la marine française commanda 26 canonnières anti-sous-marines (ASM), ou seulement 23 selon d’autres sources, de 266 tonnes, à machines à vapeur à triple expansion, qui furent nommés « classe Ardent, ». Ces navires étaient en partie équipés de machines récupérées sur de vieux torpilleurs. Ils différaient donc sensiblement les uns des autres en ce qui concerne la puissance et la vitesse.
La Railleuse avait un déplacement de 310 tonnes à charge normale et de 410 tonnes à pleine charge, une longueur hors tout de 60,20 m, un maître-bau (largeur) de 7,20 mètres, un tirant d'eau de 2,90 mètres,. Ses deux chaudières (Du Temple ou Normand) alimentaient deux machines à vapeur entraînant deux arbres d'hélice, avec une puissance de 1200 à 2200 voire 2500 ch, lui donnant une vitesse maximale de 14 à 17 nœuds,. Elle emportait 85 tonnes de charbon, ce qui lui conférait une autonomie de 2000 milles marins à la vitesse de 10 nœuds. Son armement se composait de deux canons de 100 mm modèle 1897 et de grenades anti-sous-marines. Son équipage était de 55 à 60 hommes.

## Historique
La Railleuse (sixième navire du nom dans la Marine française) est commandée en 1916 aux Chantiers et Ateliers de Provence à Port-de-Bouc. Dans l’année, elle est terminée, lancée et mise en service,.

### Première Guerre mondiale
La Railleuse est affectée aux patrouilles de Méditerranée orientale du 15 mai 1916 au 14 février 1918. Elle opère surtout en mer Égée et dans le canal d'Otrante. De mai 1916 à mars 1918, elle est commandée par le lieutenant de vaisseau (et futur amiral) Jules Joseph Guillaume Maurice Le Bigot. Le 1er décembre 1916, elle fait partie des bâtiments en appui feu lors du débarquement en Grèce. Le 10 février 1917, elle attaque le sous-marin U-35.
Elle s'illustre particulièrement lors de l’action du 15 au 18 juillet 1917. Le 15 juillet, alors qu’il se rend de Marseille à Salonique avec une cargaison diverse, le cargo SS Incamore, de la société d’armement Furness, Withy & Co. Ltd. (Johnston Line), de Liverpool (Royaume-Uni), est torpillé à 240 milles au large de l’île de Malte par le sous-marin autrichien K.u.K. U-32 (capitaine : Linienschiffsleutnant Gaston Vio). La Railleuse parvient à remorquer le SS Incamore jusqu'à Malte,,,. Pour ce sauvetage, le lieutenant de vaisseau Le Bigot obtient un témoignage officiel de satisfaction (TOS),.
La Railleuse est affectée le 1er juillet 1918 à la division des patrouilles d'Algérie. C’est là qu’elle finit la guerre,. Elle a été administrativement considérée comme un bâtiment « armé en guerre » du 7 juillet 1916 au 29 juillet 1917 ; du 1er octobre 1917 au 24 avril 1918 ; et du 25 juin 1918 au 24 octobre 1919 (Circulaire du 25 avril 1922 établissant la Liste des bâtiments et formations ayant acquis, du 3 août 1914 au 24 octobre 1919, le bénéfice du double en sus de la durée du service effectif (Loi du 16 avril 1920, articles 10, 12, 13.), §. A. Bâtiments de guerre et de commerce. : Bulletin officiel de la Marine 1922, n°14, pp. 720 et 761.).

### Entre-deux-guerres
Tous les navires de classe Ardent ont survécu à la guerre. La majorité sont convertis dans les années 1920 en dragueurs de mines, avec un équipement mécanique de déminage. Dans ce rôle, la Railleuse est affectée en 1919 à l’escadrille de dragage de Dunkerque. Elle est alors commandée par le lieutenant de vaisseau Eugène Auguste Cornet, du port de Lorient. Lui aussi reçoit un témoignage officiel de satisfaction par décision ministérielle du 12 décembre 1919 (JORF du 16 décembre 1919, p. 14601) pour avoir « rendu de très bons services » à cette occasion.
Ce fut la dernière mission de la Railleuse, qui est désarmée le 1er mars 1920. Avant la fin de la décennie, son nom sera transmis à un torpilleur lancé en 1926 mais qui coule le 23 mars 1940, au début de la Seconde Guerre mondiale, détruit par l’explosion accidentelle de ses propres torpilles.

## Commandants
- Lieutenant de vaisseau Jules Joseph Guillaume Maurice Le Bigot, du port de Toulon : mai 1916 à mars 1918[5],[8],[11]
- LV Eugène Auguste Cornet, du port de Lorient : 1918-1919[5],[11],[12]
- LV Marie Achille Édouard Pierre Auverny, du port de Cherbourg : 1919[5],[11],[13]
- LV Victor Henri Roch Belgodère, du port de Toulon : nommé à ce commandement par décret du 22 décembre 1919 (JORF du 25 décembre 1919, p. 15076)[5],[11]